# ايكيشوكوا كالو
ايكيشوكوا كالو (بالإنجليزية: Ikechukwu Kalu)‏ (18 أبريل 1984 بكادونا في نيجيريا - ) هو لاعب كرة قدم نيجيري في مركز الهجوم. شارك مع منتخب نيجيريا لكرة القدم. أما مع النوادي، فقد لعب مع إيه سي ميلان وكووبيون بالوسيورا ونادي برو باتاريا ونادي بيزا ونادي بيلينزونا ونادي تيوتا دورس ونادي سامبدوريا ونادي كياسو ونادي بورت وFF Jaro ‏.

## روابط خارجية
- ايكيشوكوا كالو على موقع قاعدة بيانات كرة القدم.إي يو (الإنجليزية)
- ايكيشوكوا كالو على موقع ناشيونال فوتبول تيمز (الإنجليزية)
- ايكيشوكوا كالو على موقع Soccerway.com (الإنجليزية)
- ايكيشوكوا كالو على موقع عالم كرة القدم.نت (الإنجليزية)